# Lasaeola oceanica
Lasaeola oceanica är en spindelart som beskrevs av Simon 1883. Lasaeola oceanica ingår i släktet Lasaeola och familjen klotspindlar. Inga underarter finns listade i Catalogue of Life.